# Lightstorm Entertainment
Lightstorm Entertainment is een Amerikaans filmproductiebedrijf. Het bedrijf werd opgericht door Canadees filmmaker James Cameron en filmproducent Larry Kasanoff in 1990. Meest bekend zijn de films Terminator 2: Judgment Day, Titanic en Avatar. Alhoewel de bekendste films van het bedrijf door James Cameron zijn geregisseerd maken ook andere filmmakers films onder het Lightstorm-label.

## Films
- Terminator 2: Judgment Day (1991)
- The Abyss: Special Edition (1993)
- True Lies (1994)
- Strange Days (1995)
- T2 3-D: Battle Across Time (1996)
- Titanic (1997)
- Solaris (2002)
- Avatar (2009)